# 提歐多·布魯格施
提歐多·布魯格施（Theodor Brugsch，1878年10月11日—1963年7月12日），出生於格拉茨，是德國內科學家。在1910年獲頒傑出教授；一次大戰前後在柏林的夏里特（Charité）醫院任職。1927至1935年擔任哈雷-维滕贝格马丁路德大学教授。1935年布魯格施由於30年代德國的政治因素而辭去教職，轉而在柏林自行開業。二次大戰後回到夏里特，並在此度過餘生。其父親 Heinrich Karl Brugsch為著名的埃及學學者。
提歐多·布魯格施以其著作聞名，最有名的一部作品為19冊名為 Spezielle Pathologie und Therapie的醫學手冊，本書由1919年出版至1929年。他是1954年歌德獎得主，在1978年登上東德的25芬尼（pfennig）郵票上。
相關命名；:
- 布魯格施症候群：一種多症狀疾病，與杵狀指 相似，但少了肢端肥大症的病狀。